# Museum für Angewandte Kunst (Gera)

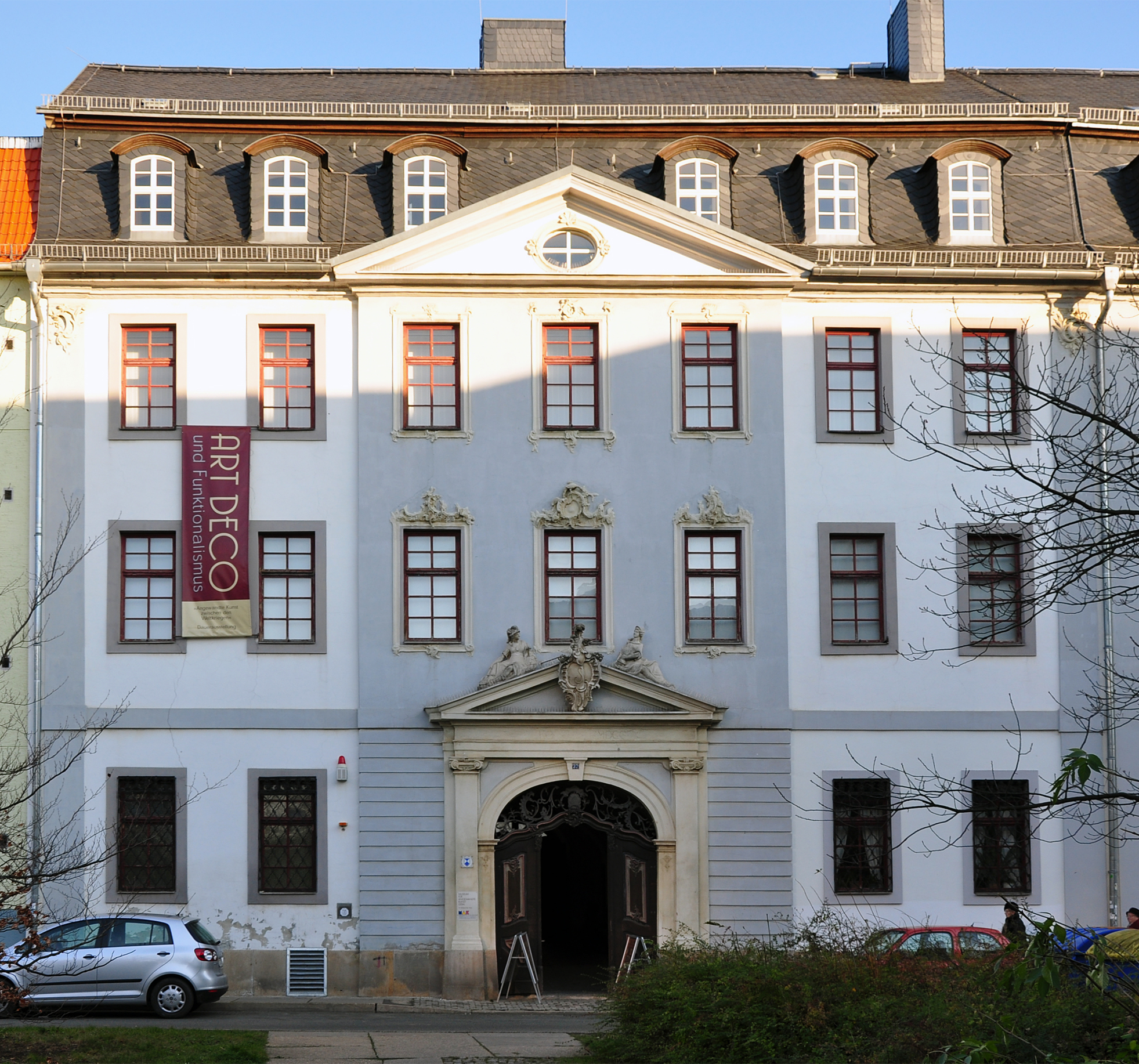
Museum für Angewandte Kunst im Ferberschen Haus

Das Museum für Angewandte Kunst (MAK) ist ein Kunstgewerbemuseum in Gera und eines von vier städtischen Museen der Stadt. Es befindet sich im Ferberschen Haus in der Greizer Straße, in einer der eindrucksvollsten barocken Wohnanlagen Geras.

## Baugeschichte
Das Haus ist ein um einen Innenhof gruppiertes bürgerliches Anwesen aus dem 18. Jahrhundert, das Portal wurde laut Inschrift 1760 errichtet. Ab 1765 gehörte es dem Kaufmann Johann Gottfried Steidel, nach dem Geraer Stadtbrand 1780 dem Kommerzienrat Heinrich Ebeling, der das Anwesen 1785/86 nach Süden hin erweitern ließ.
1842 wurde das Haus durch Kommerzienrat Moritz Rudolf Ferber erworben, einen bekannten Geraer Mäzen, nach dem das Haus seinen Namen trägt. Nach Ferbers Tod 1875 ließen seine Erben die Wohnräume des ersten Stockwerks im Sinne des Historismus umgestalten.
Nach 1945 wurde das Haus als Mehrfamilien-Mietshaus genutzt.

## Museale Nutzung
Ab Anfang der 1980er Jahre wurde die südliche Altstadt und somit auch das Gebiet um das Ferbersche Haus grundlegend umgestaltet. Im Zuge der Arbeiterfestspiele, die 1984 im Bezirk Gera stattfanden, wurde im Ferberschen Haus ein Museum für Kunsthandwerk eingerichtet. Es ist das einzige Spezialmuseum dieser Art in Thüringen. Der Ausstellungsschwerpunkt liegt auf dem Kunsthandwerk des 20. Jahrhunderts, sowie Fotografie, Gebrauchsgrafik, Design und nicht zuletzt der Wohnkultur. Mit der Dauerausstellung „Art déco und Funktionalismus. Angewandte Kunst zwischen den Weltkriegen“ wird Kunsthandwerk, Mode, Möbel und Grafik der Moderne präsentiert. Den wertvollsten Teil der Sammlung stellen die Bauhauskeramiken der Töpfer Otto Lindig und Theodor Bogler, Werke von Thilo Schoder und Fotografien von Aenne Biermann dar. Weiterhin ergänzen wechselnde Sonderausstellungen und Veranstaltungen das Programm.
Das MAK entsendet jeweils einen Vertreter in die Jury zur Vergabe des Aenne-Biermann-Preises für deutsche Gegenwartsfotografie.
Die Besucherzahl betrug 6.426 im Jahr 2006, 5.886 im Jahr 2007, 5.547 im Jahr 2008, 2.788 im Jahr 2009 sowie 3.952 im Jahr 2010.